# Toronto Zoo
De Toronto Zoo is een dierentuin in Toronto, de hoofdstad van de Canadese provincie Ontario. Met een oppervlakte van 287 hectare is de Toronto Zoo de grootste dierentuin in Canada met gemiddeld ongeveer 1,2 miljoen bezoekers per jaar. 
De dierentuin is verdeeld in zeven zoögeografische regio's: Indo-Maleisië, Afrika, Amerika, Tundra Trek, Australazië, Eurazië en het Canadese domein. Sommige dieren worden binnen tentoongesteld in paviljoens en buiten in wat hun natuurlijke omgeving zou zijn, met bezichtiging van de dieren op meerdere niveaus. De dierentuin heeft ook gebieden zoals de Kids Zoo, Waterside Theatre en Splash Island. De dierentuin heeft meer dan 3.000 dieren (inclusief ongewervelde dieren en vissen) die meer dan 300 soorten vertegenwoordigen. De dierentuin is elke dag van het jaar open voor het publiek.
De dierentuin is een bedrijf dat eigendom is van de regering van de stad Toronto. De Metro Toronto Zoological Society werd opgericht in 1966, de dierentuin werd op 15 augustus 1974 geopend als de Metropolitan Toronto Zoo. Het woord "Metropolitan" werd uit de naam geschrapt toen de afzonderlijke gemeenten die deel uitmaakten van Metropolitan Toronto in 1998 werden samengevoegd tot de huidige stad. De dierentuin ligt in de buurt van de Rouge River aan de westelijke grens van Rouge Park in de wijk Scarborough in het oosten van de stad.